# Ornolac e los Banhs d'Ussat
Ornolac e Ussat (francès Ornolac-Ussat-les-Bains) és un municipi francès del departament de l'Arieja i la regió d'Occitània.